# Endeis pauciporosa
Endeis pauciporosa is een zeespin uit de familie Endeidae. De soort behoort tot het geslacht Endeis. Endeis pauciporosa werd in 1970 voor het eerst wetenschappelijk beschreven door Stock. 